# 謝里登峰
謝里登峰（英語：Sheridan Peak），是南極洲的山峰，位於南喬治亞群島，處於努登舍爾德冰川，海拔高度955米，在1988年由英國南極名稱諮詢委員會命名，由英國海外領土管轄。